# سلمان الأنباري
سلمان الأنباري (1312 - 1391 هـ / 1894 - 1971 م) هو خطيب ديني و شاعر ، من أهل العراق. هو سلمان بن حسين بن حسن بن هادي آل سلمان الأنباري. نشر الكثير من مقالاته وقصائده في مجلة «البيان» - بين عامي 1946 - 1950 م.